# Winstone Zulu
Winstone Zulu, né le 7 janvier 1964 et mort le 12 octobre 2011, est un militant zambien contre le VIH et la tuberculose.
Winstone Zulu, qui est devenu le premier Zambien à reconnaître publiquement sa séropositivité en 1990, était considéré comme l’un des principaux militants mondiaux contre le VIH et le sida. À l’époque, les personnes diagnostiquées avec le sida étaient confrontées à une discrimination généralisée en Zambie.

## Biographie
Winstone Zulu est né à Lusaka, en Zambie, en 1964. Il est le sixième des treize enfants de la fratrie. 

## Engagement

### Lutte pour dénoncer le sida et la tuberculose
En 1990, Winstone Zulu fait la une des journaux en devenant la première personne à annoncer son statut VIH dans le pays,, . Il devient l’un des premiers Africains à s’impliquer dans la crise du sida au niveau mondial,.
En 1997, Winstone Zulu fait également l'objet d'un diagnostic de tuberculose. Il perd quatre de ses frères de la tuberculose au cours de sa vie en raison du faible accès aux médicaments antituberculeux, largement disponibles dans d’autres pays. La mort de ses frères et son propre diagnostic conduit Winstone Zulu à concentrer son plaidoyer en faveur des patients tuberculeux et des efforts pour endiguer la maladie. Il expliquait à la fin des années 1990 : « Le traitement de la tuberculose donne plus de temps aux patients. Si mes frères avaient survécu à la tuberculose, ils auraient peut-être vécu assez longtemps pour avoir accès aux médicaments anti-VIH comme moi. Ils n’auraient pas dû mourir ».
Winstone Zulu fait le lien entre le syndrome d'immunodéficience acquise (sida) et le diagnostic de la tuberculose.
De 1997 à 2011, Winstone Zulu fait appel à des investissements financiers accrus pour lutter contre la propagation de la tuberculose, ainsi que ceux directement liés au VIH et au sida,.
L’ancien président sud-africain Nelson Mandela a parlé de Winstone Zulu en disant : « Il y a eu si peu de survivants de la tuberculose qui se sont manifestés pour partager leurs histoires. Nous avons besoin de plus de défenseurs comme Winstone pour parler au monde de la tuberculose et de ses effets sur tant de millions de personnes »,,.

## Mort
Winstone Zulu est emmené à l’hôpital universitaire (UTH) de Lusaka le 11 octobre 2011. Le matin du 12 octobre 2011, il y est décède des complications du sida,.

## Hommages
- En 2011, lors de la célébration de la Journée mondiale du sida le 1er décembre, une statue de Winstone Zulu est dévoilée par sa veuve. La statue de l’homme antirétroviral devant le musée national de Lusaka est faite d’anciens lits de soins palliatifs sur lesquels des milliers de personnes sont mortes du sida[1]. La statue est inspirée de Winstone Zulu par art4art (Art for Anti Retroviral Treatment), une ONG zambienne[9].
- En 2014, un rapport sur l'évolution des maladies en Zambie lui rend hommage pour son activisme[10].